# Marjan Šarec
Marjan Šarec (Ljubljana, 1977. december 2. –) szlovén színész, humorista, politikus, 2018. augusztus 17-től Szlovénia miniszterelnöke. 2020. január 27-én bejelentette lemondását.
A Šarec vezette parlamenten kívüli balközép párt – a Marjan Šarec Listája (szlovénül Lista Marjana Sarca, rövidítve LMS)  – a 2018-as szlovéniai parlamenti választások esélyesének számított, de végül csak 13%-os eredményt ért el a győztes Szlovén Demokrata Párt (SDS) 25%-ával szemben.
Sarec korábban, 2017 októberében a szlovén elnökválasztás második fordulójába jutott, és a novemberi második fordulóban csak kis különbséggel – 53–47 százalékos arányban – vesztett Borut Pahor elnökkel szemben.

## Pályája
Šarec  1997-ben fejezte be a középiskolát, majd 2001-ben a ljubljanai Színházi, Rádió-, Film- és Televízió Akadémiát. A következő években az állami műsorszolgáltatónak, a Radiotelevizija Slovenijának dolgozott: Sašo Hribar Radio Ga-Ga című rádióshowjának, illetve a Hri-bar című tévéműsornak. Jobbára humoristaként és politika szatirikusként dolgozott. Ekkor lett híres az általa megformált színpadi alak, Ivan Serpentinšek, a morgós gorenjskai vidéki. Számos híres embert parodizált, köztük a korábbi szlovén elnök Janez Drnovšek, Karel Erjavec, Oszáma bin Láden, Fidel Castro, Anton Rop, Jelko Kacin, Janez Janša, Andrej Bajuk, és mások. Újságíróként és szerkesztőként is dolgozott.

### Politikai pályája
A 2010-es helyi önkormányzati választásokon indult a Kamnik nevű észak-közép-szlovéniai város polgármesteri székéért, és bár a szlovén médiaszemélyiségek ritkán nyernek politikai mandátumot, neki sikerült. Az első fordulóban még második helyen végzett, a második, utolsó fordulóban azonban nyert. Kezdetben Zoran Janković Pozitív Szlovénia nevű pártjának a tagja volt, a 2014-es önkormányzati választáson azonban már saját politikai listáján indult, és meg is szerezte a szavazatok csaknem kétharmadát.  Miután polgármesteri mandátumot nyert, már nem lépett színészként színpadra.
2017 májusában bejelentette, hogy indul az október 22-i köztársasági elnöki választáson a regnáló elnökkel, Pahorral szemben. A fiatalabb generációk és a balra hajlók szavazataira számíthatott. Erős jelöltnek tartották, és az első fordulóban meg is szerezte a szavazatok 25 százalékát. A második fordulóban alig maradt alul Pahor ellenében.
2018. augusztus 17-én a szlovéniai parlament megbízta a kormányalakítással, ezzel ő lett Szlovénia történetében a legfiatalabb miniszterelnök.
2020. január 27-én bejelentette lemondását.

## Magánélete
Családjával Šmarjében él. Önkéntes tűzoltó.